# 금 투자

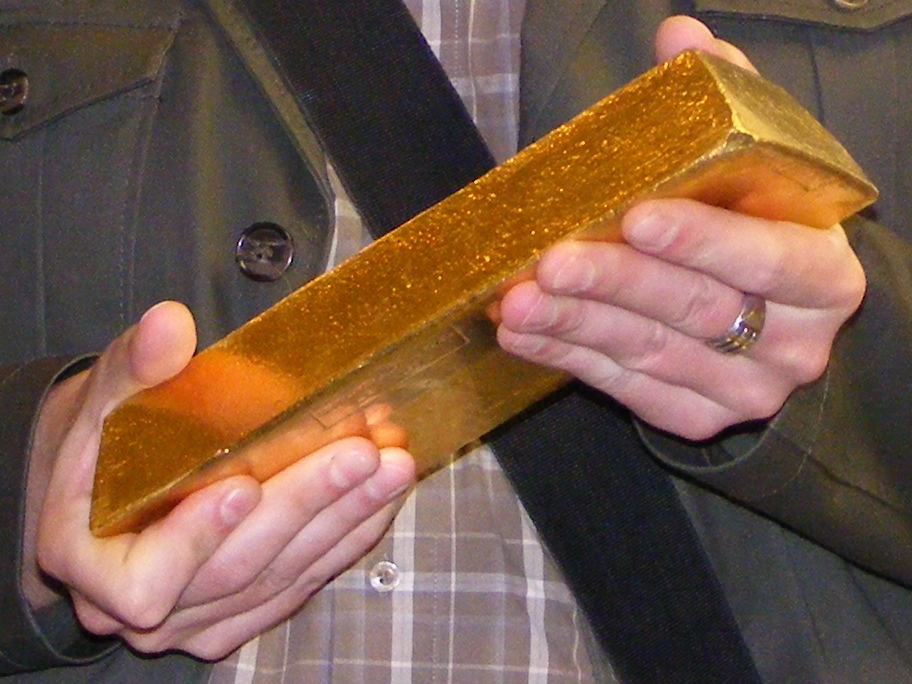
금 투자에서 금괴가 자주 이용된다.

금 투자(金投資)는 귀금속 중에서 가장 인기있는 투자이다. 다른 시장과 마찬가지로 금은 투기와 변동성의 대상이 된다. 투자자들은 일반적으로 위험을 분산시키는 방법으로, 특히 선물 계약과 파생 상품을 사용하여 금을 구매한다. 금 시장은 다른 시장과 마찬가지로 투기 및 변동성의 영향을 받는다. 투자에 사용되는 다른 귀금속과 비교할 때 금은 여러 국가에서 가장 효과적인 안전한 피난처였다.

## 금 가격
금은 역사 전반에 걸쳐 화폐로 사용되어 왔으며 최근까지 경제 지역이나 국가별 통화 등가물에 대한 상대적 기준이었다. 많은 유럽 국가들은 19세기 후반에 금 본위제를 시행하다가 제1차 세계 대전과 관련된 금융 위기로 일시적으로 중단되었다. 제2차 세계 대전 이후 브레턴 우즈 체제는 미국 달러를 금에 트로이 온스당 미화 35달러로 고정시켰다. 이 시스템은 미국이 일방적으로 미국 달러의 금으로의 직접 태환을 중단하고 명목화폐 시스템으로 전환한 1971년 닉슨 쇼크까지 존재했다. 금과 분리된 마지막 주요 통화는 2000년 스위스 프랑이었다.
1919년 이후 금 가격에 대한 가장 일반적인 벤치마크는 런던 금 시장의 5개 금괴 거래 회사 대표들이 매일 두 번씩 전화 회의를 하는 런던 금 담합이었다. 또한, 금은 전 세계 장외 금 거래 시장(코드 "XAU")에서 파생된 당일 현물 가격을 기준으로 전 세계에서 지속적으로 거래된다.

## 투자 상품
금 투자 상품은 주로 3개로, 현물 금 (금괴, 금화 등), 금융 상품, 금광 주식이다.

## 같이 보기
- 금보유고